# Ceratozamia morettii
Ceratozamia morettii es una especie de planta de familia Zamiaceae. Es endémica de México. Su hábitat natural son los montanos húmedos tropicales o subtropicales. Está amenazado por la pérdida de hábitat.